# Porta della Calcina
La Porta della Calcina è una storica porta di Palermo.

## Storia
È una delle porte che si aprivano lungo il perimetro della Cala. Ancora parzialmente esistente in quanto inglobata in strutture murarie e rimaneggiata nel 1994 durante i lavori di ristrutturazione della clinica Triolo-Zancla.
Esistente, secondo la testimonianza del Fazello, già nel 1590 ma non ancora nel 1560, come riporta Valerio Rosso, possiamo quindi collocare la sua costruzione nell'arco di tale trentennio. Il Mongitore ci fornisce le misure della porta: " ... fabbricata di pietra d'intaglio, alto il suo vano palmi 16, largo palmi 13 e sopra il vano fino alla volta dell'arco v'era uno spazio murato alto palmi 4". L'ultima notizia del suo utilizzo risale al 4 maggio del 1684, attraverso la quale uscì la bellissima statua in bronzo raffigurante Carlo II per essere trasferita a Messina. Dopodiché il varco fu murato per sempre. (cit. Giardina - Le Porte al presente esistenti)
L'architettura di detta porta era limitata ad un semplice fornice con arco a tutto sesto, sotto cui passavano le merci da costruzione (da lì il nome), in pratica come per le altre porte della Cala aveva una funzione utilitaristica e non decorativa. Probabilmente dalla Cala sbarcavano le merci destinate alle attività commerciali e attraverso le varie porte giungevano in città a disposizione delle maestranze che le utilizzavano. Ma di queste notizie non v'è alcuna certezza. Il La Duca, in un suo articolo del 1973 sul Giornale di Sicilia, afferma che il nome "della Calcina" derivi dal fatto che nei pressi di detta porta si vendeva la calce proveniente dalle cave dei monti palermitani.
La porta, "ritrovata" in tempi recenti, dopo un fortunoso distacco di calcinacci, è stata riportata alla luce e restaurata nella prima metà del 2020.